# حملة برمنجهام
حملة برمنجهام هي حركة نظمها مؤتمر القيادة المسيحية الجنوبية (SCLC) ليسترعى الانتباه إلى محاولات إدماج الأميركيين السود في برمنجاهام، بولاية ألاباما. وبلغت حملة فصل الربيع 1963 لاتخاذ الإجراءات المباشرة لنبذ العنف برئاسة مارتن لوثر كينغ جونيور وآخرين ذروتها في مواجهات إعلامية على نطاق واسع بين الشباب السود والسلطات المدنية للبيض، وفي نهاية المطاف دفعت هذه الحملة حكومة البلدية إلى تغيير قوانين التمييز في المدينة.
وفي أوائل ستينيات القرن العشرين، كانت برمنغهام واحدة من أكثر المدن المقسمة عرقيًا في الولايات المتحدة. واجه المواطنون السود فوارق قانونية واقتصادية، وعقوبات صارمة عندما حاولوا جلب الانتباه إلى مشكلاتهم. وبدأت الاحتجاجات في برمنغهام بمقاطعة تهدف إلى الضغط على كبار رجال الأعمال لإتاحة فرص العمل أمام جميع الأجناس وإنهاء التفرقة العنصرية في المرافق العامة، والمطاعم، والمتاجر. وعندما صمد كبار رجال الأعمال أمام المقاطعة، بدأ منظم مؤتمر القيادة المسيحية الجنوبية، وايت تي واكر، وابن برمنغهام، فرد شاتلزوورث ما أطلقا عليه المشروع C، وهو عبارة عن سلسلة من الاعتصامات والمسيرات، تهدف إلى التحريض على الاعتقالات الجماعية، ولكن الحملة استهدفت المتطوعيين البالغيين.
وفي هذه المرحلة، بادر منسق مؤتمر القيادة المسيحية الجنوبية جيمس بيفل، بتدريب، وتوجبه طلاب المدارس الثانوية، والكليات، والمدارس الابتدائية إلى لمشاركة في المظاهرات، مما أدى إلى أكثر من ألف اعتقال. ونتيجة لامتلاء السجون وأماكن الاحتجاز بالطلاب المعتقليين، استخدمت شرطة برمنغهام، بقيادة يوجين «بول» كونور، خراطيم المياه الساخنة لتعذيب المعتقليين، وسلطت الكلاب البوليسية على الأطفال والمارة. وبالرغم من نوايا مؤتمر القيادة المسيحية الجنوبية المعلنة، لم يكن كل المتظاهرين سلميين. في بعض الأحيان، هاجم المارة رجال الشرطة، فتصدوا لهم باستخدام القوة. وأثنى لوثر كينغ ومؤتمر القيادة على السماح للأطفال بالمشاركة في الحركة، ولكنهما أيضًا انتقدا إلقاء الأطفال على طريق المخاطر للفت الانتباه إلى جهود إدماج الأمريكيين السود في برمنغهام.
وكانت حملة برمنغهام نموذجًا للاحتجاجات المؤدية إلى اتخاذ إجراءات مباشرة، حيث أدت فعليًا إلى إغلاق أبواب المدينة، ومن خلال وسائل الإعلام، جذبت انتباه العالم إلى التفرقة العنصرية في الجنوب. أضفت هذه الحملة بريقًا على شهرة لوثر كينغ، خلعت كونور من منصبه، ألغت الفصل العنصري في برمنغهام، ومهدت الطريق لقانون الحقوق المدنية لعام 1964، والذي حظر التمييز العنصري في إجراءات التوظيف وفي الخدمات العامة بالولايات المتحدة الأمريكية.

## خلفية

### مدينة الفصل العنصري
وفي عام 1960، كانت برمنغهام بولاية ألاباما «أكثر مدن الولايات المتحدة تطبيقًا للتمييز العنصري بشكل تام». وعلى الرغم من أن عدد سكان المدينة كان حوالي 350,000، 60٪ من البيض و40٪ من السود،  لم يكن في برمنغهام ضباط شرطة، أو رجال إطفاء، أو موظفو مبيعات بالمتاجر، أو سائقو حافلات، أو صرافو بنوك، أو صرافو متاجر. لم يتمكن الأمناء السود من العمل للمهنيين البيض. واقتصرت فرص العمل المتاحة للسود على العمل اليدوي بمصانع الصلب في برمنغهام، والعمل في الخدمة المنزلية وصيانة الأفنية، أو العمل في أحياء السود. وعندما كان تسريح العمال أمر ضروري، كان الموظفين السود أول من يذهب. وكان معدل البطالة بين السود أعلى مرتين ونصف مقارنة بالبيض. وكان متوسط دخل السود في المدينة أقل من نصف دخل البيض. وكان سلم رواتب العاملين السود في مصانع الصلب المحلية أقل من ذلك كثيرًا. وكان الفصل العنصري في المرافق العامة والتجارية في جميع أنحاء مقاطعة جيفرسون أمرًا مطلوبًا من الناحية القانونية، وشمل جميع جوانب الحياة، وكان يطبق بشكل صارم. وتم تسجيل عشرة بالمائة فقط من السكان السود في المدينة للتصويت في عام 1960م.
وبالإضافة إلى ذلك، كان اقتصاد مدينة برمنجهام في حالة من الركود نظرًا إلى تحول الوظائف من أيدي ذوي الياقات الزرقاء إلى أيدي ذوي الياقات البيضاء. ووفقًا لمجلة تايم في عام 1958، كان اكتساب المزيد من المنافسة، الشيء الوحيد الذي حظى به العمال البيض نتيجة إلغاء الفصل العنصري. وقد أدت التفجيرات الخمسون التي حركتها الدوافع العنصرية في الفترة بين 1945 و1962 م إلى حصول المدينة على لقب"Bombingham". وشهد حي تتقاسمه أسر البيض والسود، الكثير من الهجمات التي كان يطلق عليها«تل الديناميت». وأصبحت كنائس السود التي كانت تناقش فيها الحقوق المدنية، هدفًا للهجوم.
وبدأ سكان برمنجهام السود في تنظيم صفوفهم لإحداث التغييرات. وبعدما حظرت ولاية ألاباما الجمعية الوطنية لترقية السود (NAACP)عام 1956، شكل القس فريد شاتلزوورث الحركة المسيحية بألاباما لحقوق الإنسان (ACMHR) من العام نفسه، وذلك لتحدي سياسات الفصل العنصري في المدينة من خلال الدعاوى القضائية والاحتجاجات. وعندما ألغت المحاكم الفصل العنصري من حدائق المدينة، قامت المدينة بإغلاق هذه الحدائق. وتم تفجير منزل  القس شاتلزوورث على نحو متكرر وكذلك كنيسة بيثيل بابتيست، التي كان يعمل قسًا بها. وبعد إلقاء القبض على شاتلزوورث وحبسه لانتهاكه قواعد الفصل العنصري في المدينة في عام 1962، قدم عريضة إلى مكتب المحافظ آرت هنس يطلب فيها إلغاء التمييز العنصري في المرافق العامة. رد هنس بخطاب أخبر فيه شاتلزوورث بأن عريضته ألقيت في القمامة. وفي رحلة البحث عن المساعدة الخارجية، دعا شاتلزوورث مارتن لوثر كينغ ومؤتمر القيادة المسيحية الجنوبية إلى برمنغهام، قائلًا:«إذا lما أتيتم إلى برمنغهام، فإنكم لن تكتسبوا الاحترام فقط، ولكنكم في الحقيقة ستؤدوا إلى زعزعة البلاد. وإذا نجحتم في جذب برمنجهام إلى صفوفكم، وألغت هي قوانين الفصل العنصري، ستفغل الأمة بأسرها مثلما فعلت برمنجهام».

### أهداف الحملة
واشترك كينغ ومؤتمر القيادة المسيحية الجنوبية مؤخرًا في حملة لإزالة التمييز في مدينة ألباني، بجورجيا، لكنهما لم يجدا النتائج المتوقعة. وعندما وصف المؤرخ هنري هامبتون الحملة ب«الوحل»، فقدت حركة ألباني الزخم وتوقفت. وألحقت حملة ألباني الضرر بسمعة لوثر كينج، فكان حريصًا على تحسينها. وغير كينج ومؤتمر القيادة المسيحية الكثير من الاستراتيجيات  حرصًا على عدم تكرار خطأ ألباني في برمنجهام. ركز لوثر وأعضاء مؤتمر القيادة المسيحية في ألباني على إلغاء الفصل العنصري من المدينة ككل. وفي برمنجهام، تركزت خططهم على أهداف محددة بدقة اقتصرت على التسوق في وسط المدينة والمناطق الحكومية. وشملت هذه الأهداف على إلغاء الفصل العنصري في متاجر وسط مدينة برمنجهام، ووجود إجراءات للتوظيف العادل في المحلات التجارية وعمالة المدينة، وإعادة فتح الحدائق العامة، وتشكيل لجنة ثنائية العرق للإشراف على إلغاء الفصل العنصري في المدارس الحكومية ببرمنجهام. ولخص كينج فلسفة حملة برمنجهام عندما قال:«إن الغرض من... إجراء مباشر لخلق موقف ملتهب يفتح حتمًا بابًا للمفاوضات».

### مفتش الأمن العام
المقال الرئيسي: بول كونور
وكان هيكل حكومة المدينة وكذلك شخصية مفتش الأمن يوجين«بول» كونور المثيرة للجدل، عاملًا هامًا في نجاح حملة برمنجهام. وصفت مجلة تايم يوجين كونور ب«العدو اللدود الذي يطبق الفصل العنصري»، فأكد يوجين«أنه لن يستخدم الفصل بين الزنوج والبيض في هذه المدينة.»  واعتقد أيضًا أن حركة الحقوق المدنية كانت مؤامرة شيوعية، وبعد قصف الكنائس، ألقى كونور باللوم على السود لقيامهم بأعمال العنف. وتأسست حكومة برمنجهام على نحو يجعل السلطة والنفوذ في أيدي كونور. وفي عام 1958، ألقت الشرطة بالقبض على عدة قساوسة لتنظيمهم مقاطعة للحافلات. وعندما بادر مكتب التحقيقات الفدرالي (اف بي آي) باستجواب حول مزاعم سوء سلوك الشرطة بسبب الاعتقالات، رد كونور بأنه«لن يتقدم بالاعتذار إلى مكتب التحقيقات الاتحادي أو أي شخص آخر»، وتوقع أنه«إذا ما استمر الشمال في التدخل في هذا الشيء[إلغاء الفصل العنصري] وتضييق الخناق علينا، سيكون هناك سفك للدماء».في عام 1961، أرجأ كونور إرسال الشرطة للتدخل عندما اعتدى غوغاء برمنجهام بالضرب على ركاب الحرية. أزعجت الشرطة الزعماء الدينيين ومنظمي الاحتجاجات عن طريق أخذ مخالفات مرورية على السيارات التي كانت متوقفة في مناطق التجمع الجماهيرية، وعن طريق دخول الاجتماعات في ثياب مدنية للتنصت والحصول على بعض المعلومات. وكانت إدارة الإطفاء بمدينة برمنجهام تقطع مثل هذه الاجتماعات للتفتيش عن«أخطار حرائق وهمية». اتخذ كونور موقفًا عدائيًا للغاية تجاه حركة الحقوق المدنية لدرجة أن جذبت أفعاله الدعم للأميركيين السود. وقال الرئيس جون كينيدي في وقت لاحق«يجب أن تتقدم حركة الحقوق المدنية بخالص الشكر إلى بول كونور. فقد ساهم في تدعيمها مثلما ابراهام لنكولن».
وحففت الاضطرابات التي وقعت في مكتب المفتش من حدة موقف حكومة مدينة برمنجهام المعارض للحملة. وفقد كونور، الذي كان قد ترشح لعدة مناصب عن طريق الانتخاب في الأشهر التي سبقت الحملة، كل ذلك فيما عدا منصب مفتش الأمن العام. وبسبب اعتقاد الكثير أن مبادئ حزب المحافظين المدقعة والتي يتبعها كونور تبطأ من تقدم المدينة ككل، عملت مجموعة من البيض التابعين لنهج السياسة المعتدل في إلحاق الهزيمة به. ودعمت الغرفة التجارية وبعض المهنيين البيض في المدينة، المواطنيين الذين يحرصون على تقدم المدينة، وبالفعل نجحت خططهم.و في نوفمبر 1962، خسر كونور انتخابات رئاسة البلدية أمام ألبرت بوتويل، الذي كان أقل استعدادًا للقتال من أجل تطبيق الفصل العنصري. ولكن رفض كونور وزملاؤه في لجنة المدينة قبول سلطة رئيس البلدية الجديد. وزعموا لأسباب فنية أن فترة حكمه لن تنتهي قبل 1965 بدلًا من ربيع عام 1963. وفي هذه الفترة الوجيزة، كانت هناك حكومتين بمدينة برمنجهام تسعى كل منهما إلى تولي إدارة الأعمال التجارية.

## التركيز على برمنجهام

### حملة الشراء الانتقائية
وعلى غرار مقاطعة باصات مونتغومري، بدأت أعمال الاحتجاج في برمنجهام في عام 1962، عندما نظم طلاب من الكليات الحكومية مقاطعة متداخلة مدتها عام كامل. وتسبب هؤلاء في خفض الأعمال التجارية في المدينة بنسبة وصلت إلى 40 في المئة، مما استقطب انتتباه رئيس الغرفة التجارية سيدني سماير، الذي علق قائلًا إن:«حوادث العنصرية خلفت نظرة سودوية، نحتاج إلى وقت طويل في محاولة نسيانها». وردًا على المقاطعة، عاقبت لجنة مدينة برمنجهام السود بسحب 45,000 دولار (340,000 دولار في عام 2013) من برنامج فائض الغذاء الذي يستخدمه في المقام الأول السود ذو الدخل المنخفض. وكانت النتيجة، بالرغم من ذلك، أن أصبح مجتمع السود أكثر حماسًا للمقاومة.
قرر مؤتمر القيادة المسيحية الجنوبية أن الضغط الاقتصادي على الشركات برمنجهام سيكون أكثر فعالية من الضغط على الساسة، فذلك هو الدرس المستفاد مما حدث في ألباني حيث تم تسجيل أسماء عدد قليل من السود لمنحهم حق التصويت في عام 1962. في ربيع عام 1963، قبل عيد الفصح، كثفت مقاطعة برمنجهام خلال موسم التسوق الثاني الأكثر ازدحامًا على مدار العام. وحث القساوسة أتباعهم على تجنب التسوق في متاجر برمنجهام بمنطقة وسط المدينة. ولمدة ستة أسابيع قام أنصار المقاطعة بدوريات في منطقة وسط المدينة للتأكد من أن السود لم يترددوا على المحلات التي تروج أو تسمح بالفصل العنصري. وإذا تم العثور على المتسوقين السود في هذه المحلات، واجههم منظمو الحملة منهم وفضحوهم لعدم المشاركة في المقاطعة. واستدعى شاتلزوورث المرأة التي دمر منفذو المقاطعة قبعتها التي تبلغ قيمتها 15 دولارًا (110 دولار في عام 2013). أشار المشارك بالحملة جو ديكسون قائلًا:«كان علينا العمل في ظل مراقبة مشددة، فكان علينا أن نخبر الناس: أنهم إذا ذهبوا للتسوق في وسط المدينة وشراء شيء ما، فإنهم سيصبحون مسئولين أمامنا». وبعد أن نشر العديد من أصحاب الأعمال التجارية قي برمنجهام إعلانات «للبيض فقط» وإعلانات«للسود فقط»، أخبرهم المفتش كونور بأنهم في حالة عدم الالتزام بأوامر العزل سوف يفقدون رخصة أعمالهم.

### مشروع C

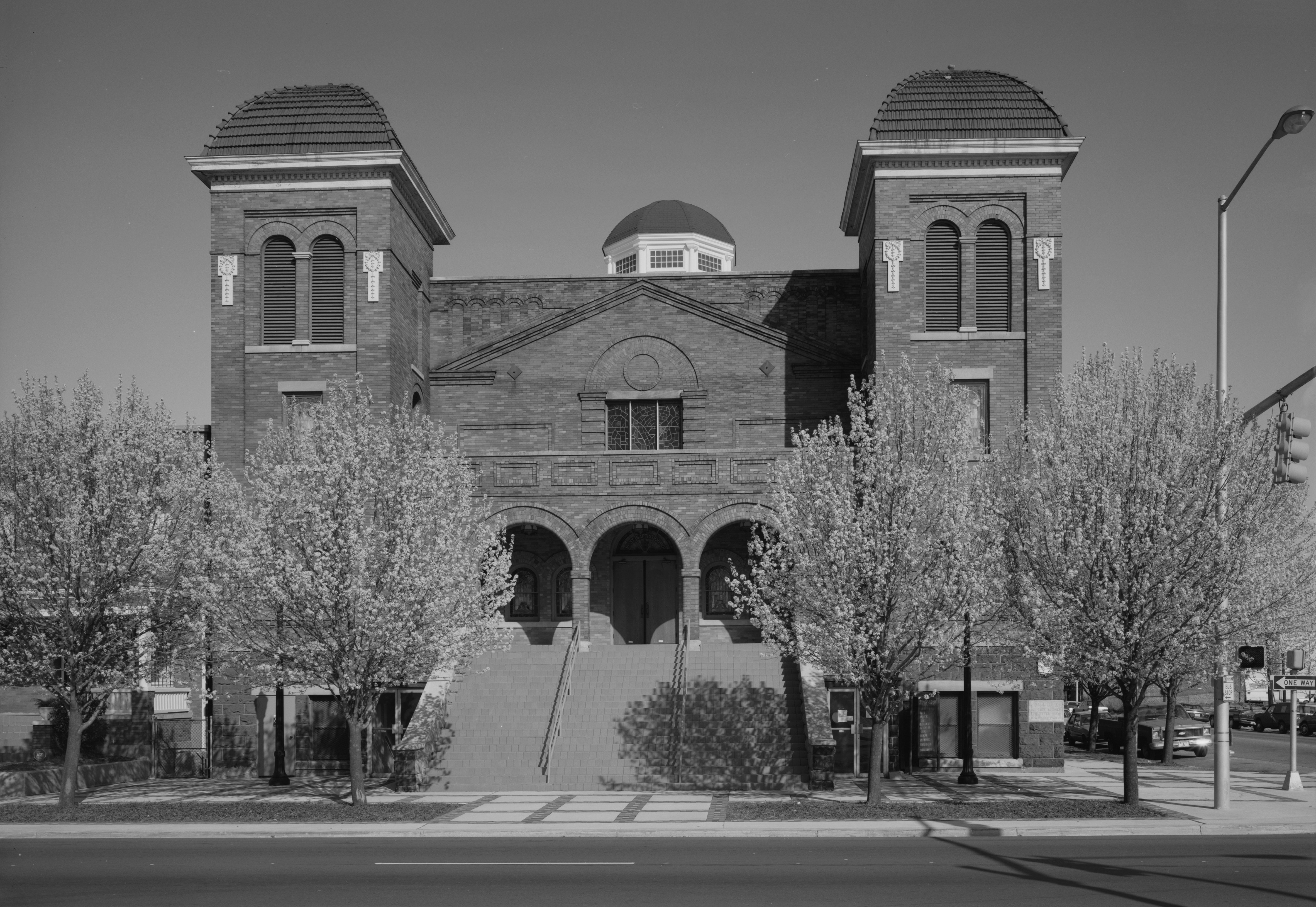
الكنيسة المعمدانية بشارع 16، مقر الحملة الرئيسي ونقطة التقائها

لم يلق تواجد مارتن لوثر كينغ في برمنجهام ترجيبًا من جانب مجتمع السود ككل. تقدم نائب أسود من المدينة بشكوى إلى مجلة التايم جاء فيها أن إدارة المدينة الجديدة لم يكن لديها ما يكفي من الوقت للتشاور مع مختلف المجموعات التي تسعى إلى تغيير سياسات الفصل العنصري بالمدينة. وأقر مالك فندق السود آرثر جورج جاستون، ذلك. وشهد كاهن أبيض يسوعي حريص على تقديم المساعدة في مفاوضات إلغاء الفصل العنصري بأن«المظاهرات [اندلعت] في توقيت سيء ولم توجه بشكل سليم».
علم منظمو الاحتجاج أن شرطة برمنجهام ستواجه هذه الاحتجاجات باستخدام العنف، فوقع اختيارهم على نهج المواجهة لجذب اهتمام الحكومة الاتحادية. وخطط وايت تي ووكر، أحد مؤسسي مؤتمر القيادة المسيحية الجنوبية والمدير التنفيذي للمؤتمر في الفترة من 1960إلى 1964، أساليب الاحتجاجات التي من شأنها التوصل إلى الإجراءات المباشرة، وخطط على وجه الخصوص للحملة التي استهدفت تسليط الضوء على ميول بول كونور إلى استخدام العنف مع المتظاهريين:«كانت نظريتي تتمثل في فكرة أننا إذا ما قمنا بشن حركة لاعنفية قوية، فإن المعارضة ستفعل بالتأكيد شيء لجذب وسائل الإعلام، ويدفع ذلك بدوره إلى التعاطف الوطني وجذب الانتباه إلى كل فصل عنصري يتعرض إليه كل يوم شخص يعيش في عمق الجنوب». ورأس التخطيط لما أسماه مشروع C والذي يرمز إلى«المواجهة». اعتقد المنظمون أن هناك تنصت على هوافتهم، ولمنع تسرب خططهم وبالتالي التأثير على انتخابات البلدية، استخدموا كلمات مشفرة للمظاهرات.
ودعت الخطة إلى العمل اللاعنفي المباشر لجذب اهتمام وسائل الإعلام إلى«أكبر وأسوأ مدينة في الجنوب». وفي إطار الاستعداد للاحتجاجات، حدد وكر وقتًا للتجول في منطقة شارع السادس عشر، حيث توجد الكنيسة المعمدانية، مقر الحملة، إلى منطقة وسط المدينة. كان يعاين أماكن تناول الغداء الخاصة بالمنفصلين عنصريًا من المتاجر، ودرج في بيان أن المباني الاتحادية باعتبارها أهداف ثانوية ينبغي أن تغلقها الشرطة لمنع دخول المتظاهرين إلى الأهداف الأولية مثل المتاجر والمكتبات وكافة كنائس البيض.

### أساليب الحملة
استخدمت الحملة مجموعة متنوعة من الأساليب اللاعنفية للمواجهة، بما في ذلك الاعتصامات في المكتبات ومنضدات تناول الغداء، وركوع الزوار السود في كنائس البيض، والقيام بمسيرة إلى مبنى البلدية احتفالًا ببداية تسجيل أسماء الناخبين. وكان رد فعل معظم الشركات هو رفض تقديم الخدمات للمتظاهرين. وبصق بعض المتفرجين البيض على المشاركين في اعتصام بساحة غذاء وولوورث. وألقي القبض على بضع مئات من المتظاهرين، كان من بينهم موسيقي الجاز ألبرت جورج«الهيبلر»، ولكن كونور أفرج عن هيبلر على الفور.
وكان هدف مؤتمر القيادة المسيحية الجنوبية ملء السجون بالمتظاهرين لإجبار حكومة المدينة للتفاوض معهم بسبب استمرار المظاهرات. ومع ذلك، لم يلق القبض على عدد كبير من الناس ليؤثر على سير العمل في المدينة وقام مجتمع السود بالتشكيك في مدى فطنة هذه الخطط. ودعا رئيس تحرير برمنجهام الدولية، صحيفة السود في المدينة، الإجراءات المتظاهرين المباشرة بأنها«مدمرة وعديمة القيمة»، وحث المواطنين السود على اللجوء إلى المحاكم لتغيير سياسات العنصرية بالمدينة. أعرب معظم لسكان البيض ببرمنجهام عن صدمتهم بالمظاهرات. وأدان زعماء الدين البيض كينغ ومنظمين آخرين، قائلين إن«القضية ينبغي أن تعرض في المحاكم ويجب أن تتم المفاوضات بين القادة المحليين، وليس في الشوارع». وكان بعض السكان البيض في برمنجهام يؤيدون القضية مع استمرار المقاطعة. فعندما دخلت امرأة سوداء متجر لوف مان لشراء أحذية عيد الفصح لأولادها، قالت لها سيدة بيضاء:«زنجية، ألا تشعرين بالخجل من نفسك، شعبك هناك في الشارع يلقى في السجون وها أنت هنا تنفقين المال، لن أبيع لك أي شيء، عليك الذهاب إلى مكان آخر». وتوعد كينج باحتجاج كل يوم حتى«تحقيق المساواة السلمية» وأعرب عن شكه في إلغاء رئيس البلدية الجديد الفصل العنصري طواعية من المدينة.

### رد فعل المدينة
وفي العاشر من أبريل 1963، حصل بول كونور على أمر قضائي بمنع المظاهرات ومن ثم رفع سندات كفالة الإفراج عن المقبوض عليهم من 300 دولار إلى 1200 دولار (ما يعادل 2000 إلى 9000 دولار في عام 2013). فدعا فرد شاتلزوورث الأمر القضائي"رفض صارخ لحقوقنا الدستورية" واستعد المنظمون لتحدي النظام. وتم اتخاذ قرار تجاهل الأمر القضائي إبان مرحلة التخطيط للحملة. وقد امتثل كينغ وأعضاء مؤتمر القيادة المسيحية الجنوبية للأوامر القضائية في احتجاجات ألباني، واستنتجوا أن الأمتثال لهذه الأوامر أدى إلى عدم نجاح حملة ألباني. وفي بيان صحفي أوضحوا قائلين:"إننا نواجه الآن قوات متمردة في عمق الجنوب ستستخدم المحاكم لإدامة أنظمة الفصل العنصري الجائرة وغير القانونية". وأطلق رئيس البلدية الجديد، ألبرت بوتويل على كينج ومنظمي مؤتمر القيادة المسيحية الجنوبية"الغرباء"الذين أتوا إلى برمنجهام لغرض وحيدوهو" إثارة الفتنة بين العرقيات". وتعهد كونور" بطمأنة الجميع بأنه سوف يملأ السجون بأي أشخاص ينتهكون القانون طالما كان في دار البلدية.
واستنفذ منظمو الحركة ما لديهم من المال بعد أن تم رفع مبلغ الكفالة المطلوبة. ولأن كينج كان المسؤول عن جمع التبرعات حثه رفاقه على السفر إلى الدول لجمع الأموال للإفراج بكفالة عن المعتقلين. ولقد وعد كينج سابقًا بقيادة المسيرة إلى السجن تضامنًا مع المتظاهرين، ولكنه تراجع بحلول الموعد المقرر. وأصيب بعض أعضاء مؤتمر القيادة المسيحية الجنوبية بالإحباط بسبب عدم حسمه للأمور، وقال أحد أصدقاء كينج في وقت لاحق:«لم يسبق لي أن رأيت مارتن مضطربًا بهذا الشكل». وبعدما صلى كينج وفكر مليًا في غرفته بالفندق، قرر هو وقادة الحملة أن يتحدوا الأمر القضائي ودبروا لحملة اعتقالات جماعية لمؤيدي الحملة. ولرفع الروح المعنوية وتجنيد المتطوعين للذهاب إلى السجن، تحدث رالف أبيرناثي إلى المواطنين السود في برمنجهام في لقاء جماهيري في الكنيسة المعمدانية بشارع السادس عشر:«إن عيون العالم موجهة إلى برمنجهام الليلة. بوبي كينيدي تنظر إلى برمنجهام، كونغرس الولايات المتحدة ينظر إلى برمنجهام. وزارة العدل تنظر إلى برمنجهام. هل أنت على استعداد، هل أنت مستعد لصنع التحدي؟ أنا على استعداد للذهاب إلى السجن، وأنت؟»  واعتقل كينج مع أبيرناثي، وخمسين من سكان برمنجهام تتراوح أعمارهم بين 15-81 عامًا، يوم الجمعة العظيمة، 12 أبريل 1963. وكانت هذه المرة الثالثة عشر التي اعتقل فيها مارتن لوثر كينغ.

### اعتقال مارتن لوثر كينغ
المقال الرئيسي: خطاب من سجن برمنجهام

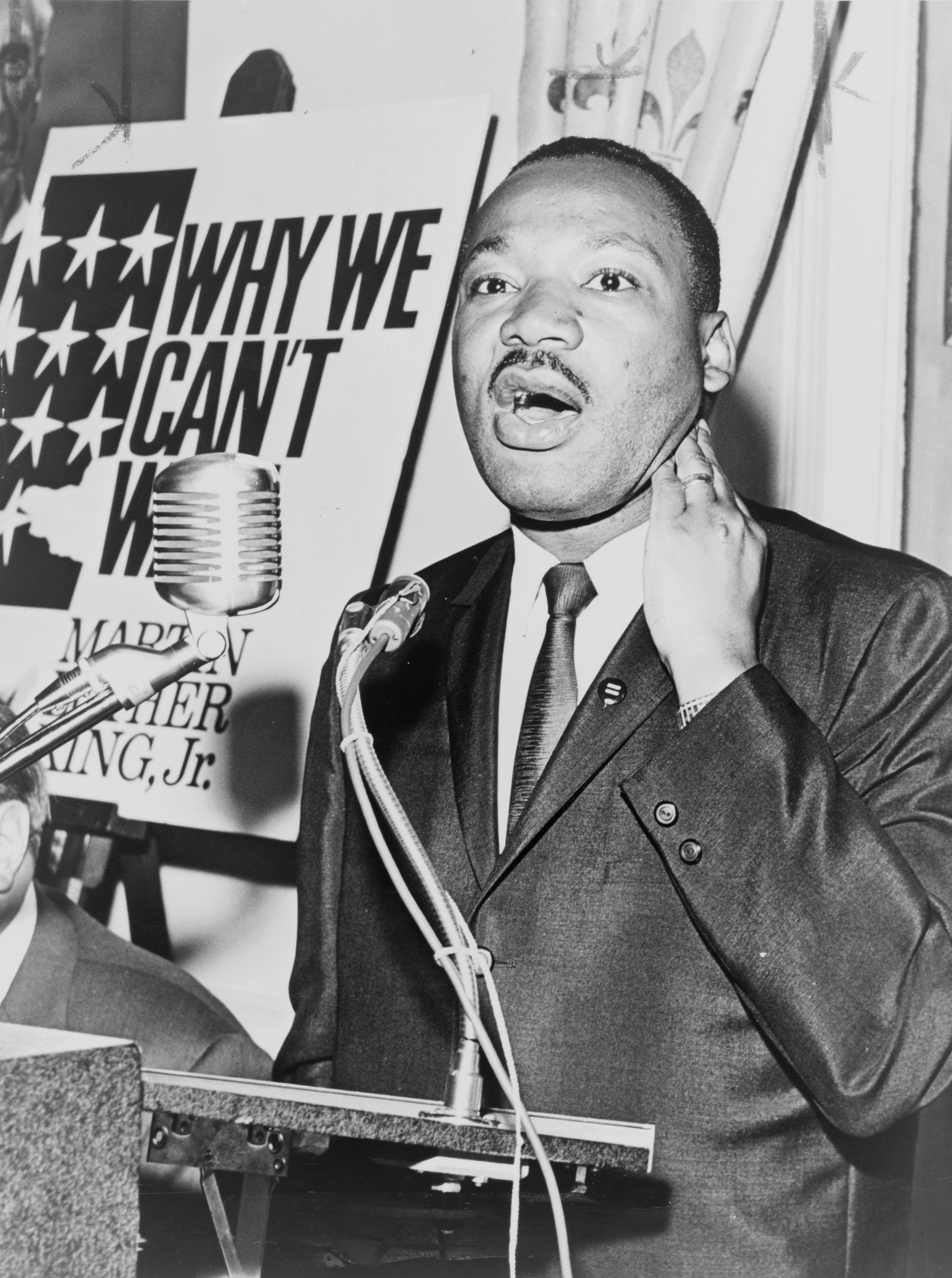
مارتن لوثر كينغ جونيور.، 1964 بعد مرور عام على إطلاق سراحه، يشن حملة ترويج كتاب «لماذا لا يمكن أن ننتظر»، والذي ارتكز على مقالته «خطاب من سجن برمنجهام»

اعتقل مارتن لوثر كينغ في سجن برمنجهام وقوبل طلبه بالتشاور مع محام من الجمعية الوطنية لتحسين أحوال السود دون وجود حراس معهما، بالرفض. وعندما كتب المؤرخ جوناثان باس عن ذلك الحادث في عام 2001، أشار إلى أن وايت تي واكر نشرت خبر سجن كينج بسرعة شديدة حيث كان مخطط لذلك سلفًا. وأرسل أنصار كينج ببرقيات إلى البيت الأبيض بشأن اعتقاله. وكانت هناك إمكانية للإفراج عنه بكفالة في أي وقت. وأمل مسؤولو السجن الإفراج عنه حتى يتجنبوا اهتمام وسائل الإعلام في الفترة التي مكث فيها كينج رهن الاحتجاز. ومع ذلك لم يتقدم منظمو الحملة بدفع كفالة«ليستقطبوا اهتمام وسائل الإعلام والرأي العام الوطني حول الوضع ببرمنجهام».
وبعد أربع وعشرين ساعة من اعتقاله، سمح لكينج برؤية محاميين بمؤتمر القيادة المسيحية الجنوبية. وعندما انقطعت الأخبار التي تصل كوريتا سكوت كينج عن زوجها، قامت بزيارة ووكر الذي اقترح عليها مكالمة الرئيس كينيدي مباشرة. وكانت زوجة كينج تتعافى في منزلها بعدما أنجبت مولودها الرابع وذلك عندما تلقت مكالمة هاتفية من الرئيس كينيدي الأثنين التالي للاعتقال. وأخبرها الرئيس بأن تنتظر مكالمة من زوجها في وقت قريب. وعندما اتصل مارتن لوثر كينغ بزوجته، كان حديثهما موجز وشديد الحرص؛ حيث افترض بشكل سليم أنه يتم التنصت على الهواتف. وبعد عدة أيام اتصلت جاكلين كينيدي بكوريتا سكوت كينج للتعبير عن اهتمامها بشأن وجود كينج بالسجن.
وباستخدام قصاصات الورق التي أعطاها له البواب، والمذكرات مكتوبة على هامش إحدى الصحف، وبعد ذلك المستند القانوني الذي أعطاه له محامو مؤتمر القيادة المسيحية الجنوبية، كتب كينج مقالته«رسالة من سجن برمنجهام». ورد على هذه المقالة ثمانية رجال الدين البيض المعتدلين سياسيًا الذين اتهموا ينج بتهييج السكان المحليين وعدم إعطاء رئيس البلدية الجديد فرصة لإجراء أية تغييرات. وأشار باس إلى أن«رسالة من سجن برمنغهام» كان مخطط لها مسبقًا، كأي حركة قام بها كينج وأعوانه مسبقًا في برمنجهام. كانت المقالة تتويجًا للعديد من أفكار كينج التي تناولتها كتابات سابقة. وجذب اعتقال كينج الاهتمام الوطني، بما في ذلك اهتمام موظفي سلاسل شركات البيع بالتجزئة في مخازن وسط مدينة برمنجهام. وبعد اعتقال كينج، بدأت أرباح سلاسل الشركات في التآكل. وضغط أصحاب الأعمال الوطنيون على إدارة كينيدي للتدخل في مجريات الأحداث. وأطلق سراح كينج في 20 أبريل 1963.

## تصاعد الصراع

### تجنيد الطلاب
وعلى الرغم من الدعاية التي أحاطت بحادث اعتقال كينج، وكانت الحملة تتعثر بسبب استعداد بعض المتظاهرين لتعريض أنفسهم لخطر الاعتقال. بالإضافة إلى ذلك، على الرغم من أن كونور قد استخدم الكلاب البوليسية لمساعدته في القبض على المتظاهرين، فإن ذلك لم يجذب اهتمام وسائل الإعلام على النحو الذي كان يأمله منظمو الحملة. ولإعادة تنشيط الحملة، وضع منظم مؤتمر القيادة المسيحية الجنوبية جيمس بيفل خطة بديلة مثيرة للجدل سماها ساعة الصفر أو" D Day" والتي أطلقت عليها مجلة نيوزويك في وقت لاحق«حملة الأطفال الصليبية». دعت خطة ساعة الصفر"D Day" طلاب مدراس برمنجهام الابتدائية والثانوية وكذلك كلية مايلز القريبة للمشاركة في التظاهرات.
بيفل، وهو سياسي محنك في الاحتجاجات الطلابية اللاعنفية السابقة وبانضمامه إلى حركة ناشفيل ولجنة التنسيق اللاعنفية الطلابية، قد عين مديرًا للعمل المباشر والتعليم اللاعنفي بمؤتمر القيادة المسيحية الجنوبية. بعد المبادرة بالفكرة، قام بتنظيم صفوف الطلاب وعلمهم باستخدام أساليب وفلسفة لاعنفية. تردد كينج في الموافقة على استخدام الأطفال، ولكن بيفل اعتقد أن الأطفال وسيلة مناسبة للمظاهرات لأن مدة الحبس بالنسبة لهم لن تضر الأسر بشكل كبير من الناحية الاقتصادية مثل فقدان أحد الوالدين للعمل. ورأى أيضا أن البالغين في مجتمع السود كانوا منقسمين حول مدى الدعم الذي يجب أن يمنح للاحتجاجات. علم بيفل والمنظمون أن طلاب المدارس الثانوية كانوا مجموعة أكثر تماسكًا وتقاربًا؛ فهم زملاء منذ رياض الأطفال. فقام بتجنيد الفتيات اللاتي كن قادة بالمدارس والفتيان الرياضيين. وجد بيفل أن الفتيات أكثر استجابة لأفكاره لأن لديهم خبرة أقل من حيث الوقوع ضحايا لعنف البيض. ومع ذلك، عندما انضمت الفتيات كانت البنون بجانبهم.
عقد بيفل وأعضاء مؤتمر القيادة المسيحية ورشًا لمساعدة الطلاب على التغلب على خوفهم من الكلاب والسجون. وعرضوا أفلامًا لاعتصامات ناشفيل التي نظمت في عام 1960 لإنهاء التفرقة في عدادات غداء العامة. ودعمت المحطة الإذاعية للسود ببرمنجهام WENN الخطة الجديدة عن طريق إخبار الطلاب بالوصول إلى مكان تجمع المظاهرة بفرشاة الأسنان لاستخدامها في السجن. وقد تم توزيع منشورات في المدارس والأحياء جاء فيها«ناضل من أجل الحرية أولًا ثم اذهب إلى المدرسة» و«خيار تحرير معلمينا، آبائنا، نفسك، وبلدنا متروك لك.»

### حملة الأطفال الصليبية
المقال الرئيسي: حملة الأطفال الصليبية (حقوق مدنية)
وفي يوم 2 مايو، غادر أكثر من ألف طالب المدارس وتجمعوا في شارع السادس عشر حيث الكنيسة المعمدانية. حاول مدير مدرسة باركر الثانوية قفل البوابات ليبقى الطلاب داخل المدرسة، لكنهم تدافعوا على الجدران للوصول إلى الكنيسة. أعطيت تعليمات للمتظاهرون بتنظيم مسيرة إلى منطقة وسط البلد، للاجتماع مع رئيس البلدية، ودمج المؤسسات المختارة. كانوا على وشك التحرك في مجموعات صغيرة والاستمرار في دراستهم إلى أن تم القبض عليهم. وأثناء زحفهم في صفوف منضبطة، استخدم بعضهم أجهزة اتصال لاسلكية، تم إرسالها على فترات محددة من مختلف الكنائس في المنطقة التجارية إلى وسط المدينة. واعتقل أكثر من 600 طالب؛ أفيد أن الأصغر من بين هؤلاء كان يبلغ من العمر ثماني سنوات. وترك الأطفال الكنائس أثناء إنشاد التراتيل و«أغاني الحرية» مثل«سوف ننتصر». وكانوا يصفقون ويضحكون عندما قبض عليهم وكانوا بانتظار النقل إلى السجن. تم تشبيه الحالة المزاجية التي كان عليها الأطفال بتلك التي يكونون عليها أثناء نزهة مدرسية. على الرغم من أن بيفيل أبلغ كونور بوقوع المسيرة، صعق كونور ورجال الشرطة بأعداد الأطفال وبسلوكهم. وجمعوا عربات الأرز والحافلات المدرسية لنقل الأطفال إلى السجن. وعندما نفذت جميع السيارات التي يمكن أن تغلق شوارع المدينة، استخدم كونور، الذي امتدت سلطته إلى قسم الحريق، سيارات المطافئ. وبلغ مجموع اعتقالات هذا اليوم 1200 متظاهر وهو ما يعادل 900 مرة استيعاب سجن برمنجهام.
وأصبح استخدام الأطفال مثيرًا للجدل والخلاف. أدان رئيس البلدية الجديد ألبرت بوتويل والنائب العام روبرت كينيدي قرار استخدام الأطفال في الاحتجاجات. وصرح كنيدي في نيويورك تايمز قائلًا«إن الطفل الذي يتعرض للإصابة أو للتشويه أو للموت، هو الثمن الذي نعجز عن دفعه»، وعلى الرغم من ذلك أضاف«أعتقد أن الجميع يدرك ضرورة حل مظالمهم فقط». انتقد مالكول مإكس القرار، قائلا:«الرجال الحقيقيون لا يضعون أطفالهم على خط النار».
وقد أعجب كينج، الذي منع من التحدث، ثم نفي خارج المدينة أثناء تجنيد بيفل للأطفال، بنجاح استخدامهم في الاحتجاجات. في ذلك المساء أعلن كينج في لقاء جماهيري، قائلًا:«لقد ألهمني هذا اليوم وأصبحت أتحرك في ظلاله، وأنا لم أر شيئًا قط مثله.» وعلى الرغم من معارضة وايت تي ووكر في البداية لاستخدام الأطفال في المظاهرات، فإنه رد على الانتقادات قائلًا:«إن التعليم الذي يتلقاه الأطفال الزنوج خلال خمسة أيام في السجن أفضل من الذي يتلقونه خلال خمسة أشهر في مدرسة تطبق الفصل العنصري.» وتصدرت حملة ساعة الصفر" D Day" الصفحات الأولى لصحيفتي واشنطن بوست ونيويورك تايمز.

## قائمة المراجع
- Bass, S. Jonathan (2001). Blessed Are the Peacemakers: Martin Luther King, Jr., Eight White Religious Leaders, and the 'Letter from Birmingham Jail'. Louisiana State University Press. ISBN 0-8071-2655-1
- تايلور برانش (1988). Parting The Waters; America In The King Years 1954–63. سايمون وشوستر. ISBN 0-671-46097-8
- Cotman, John (1989). Birmingham, JFK, and the Civil Rights Act of 1963: implications for elite theory. Peter Lang Publishing  [لغات أخرى]‏. ISBN 0-8204-0806-9
- Davis, Jack. (2001). The Civil Rights Movement, Oxford. ISBN 0-631-22044-5
- Eskew, Glenn (1997). But for Birmingham: The Local and National Movements in the Civil Rights Struggle. University of North Carolina Press. ISBN 0-8078-6132-4
- آدم فيركلوغ (1987). To redeem the soul of America: the Southern Christian Leadership Conference and Martin Luther King, Jr. University of Georgia Press. ISBN 0-8203-0898-6
- Franklin, Jimmie (1989). Back to Birmingham: Richard Arrington, Jr. and his times. University of Alabama Press. ISBN 0-8173-0435-5
- Garrow, David  [لغات أخرى]‏ (1986). Bearing the Cross: Martin Luther King, Jr., and the Southern Christian Leadership Conference. William Morrow and Company. ISBN 0-688-04794-7
- Garrow, David, ed. (1989). Birmingham, Alabama, 1956–1963: The Black Struggle for Civil Rights. Carlson Publishing. ISBN 0-926019-04-X
- Hampton, Henry, Fayer, S. (1990). Voices of Freedom: An Oral History of the Civil Rights Movement from the 1950s through the 1980s. كتب بانتام. ISBN 0-553-05734-0
- Isserman, Maurice, Kazin, Michael. (2008). America Divided: The Civil War of the 1960s, Oxford. ISBN 0-19-509190-6
- Manis, Andrew (1999). A fire you can't put out: the civil rights life of Birmingham's Reverend Fred Shuttlesworth. University of Alabama Press. ISBN 0-585-35440-5
- McWhorter, Diane  [لغات أخرى]‏ (2001). Carry Me Home: Birmingham, Alabama, the Climactic Battle of the Civil Rights Revolution. Simon and Schuster. ISBN 0-7432-1772-1
- Nunnelley, William (1991). Bull Connor. University of Alabama Press. ISBN 0-585-32316-X
- White, Marjorie, Manis, Andrew, eds. (2000) Birmingham Revolutionaries: The Reverend Fred Shuttlesworth and the Alabama Christian Movement for Human Rights. Mercer University Press. ISBN 0-86554-709-2
- Wilson, Bobby (2000). Race and Place in Birmingham: The Civil Rights and Neighborhood Movements. Rowan & Littlefield. ISBN 0-8476-9482-8

## وصلات خارجية
- The Birmingham Campaign Civil Rights Movement Veterans
- Birmingham Campaign M. L. King Research Institute at Stanford University
- James Bevel's website Birmingham campaign included
- Birmingham Civil Rights Movement Birmingham march / riots of the 60s.